# Hearts Beat Loud (Original Motion Picture Soundtrack)

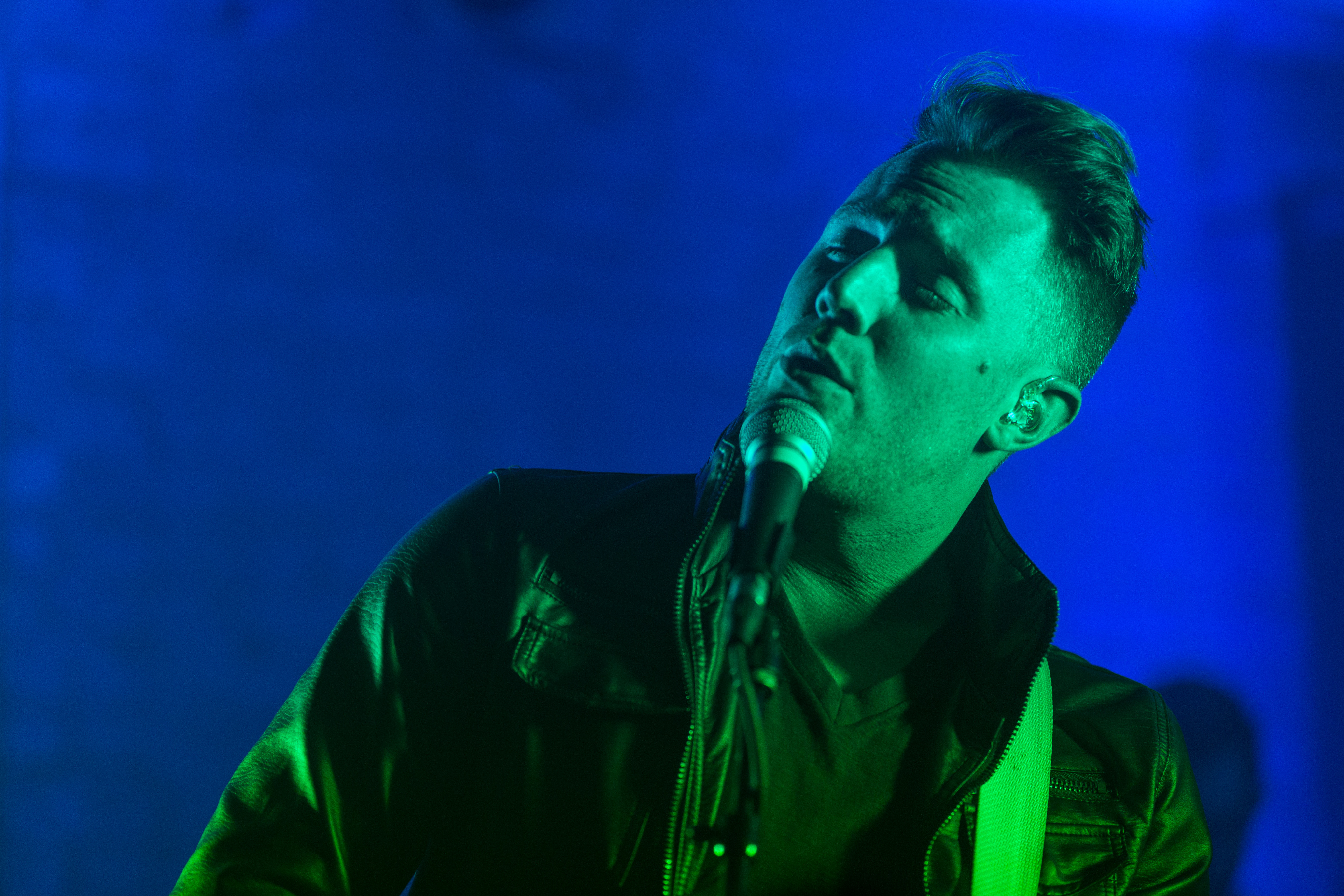
Die Musik für den Film Hearts Beat Loud wurde von Keegan DeWitt komponiert

Die Musik für den Film Hearts Beat Loud von Brett Haley wurde von Keegan DeWitt komponiert. Auf dem Soundtrack enthalten ist auch der Titelsong Hearts Beat Loud, den DeWitt bereits 2009 auf seinem Album Islands veröffentlichte.

## Entstehungsgeschichte
Die Musik für den Film Hearts Beat Loud von Brett Haley wurde von Keegan DeWitt komponiert. Im Titelsong Hearts Beat Loud, den DeWitt wie einige weitere Songs bereits zuvor geschrieben und 2009 auf seinem Album Islands veröffentlicht hatte, heißt es: „I miss you when you're not around / Not so simple just to say outloud all those words / I feel when I'm alone / I won't hear you calling, 'Don't leave me here alone'.“ Dieser Song gab auch dem Film seinen Titel.
In dem Musikfilm betreibt der Witwer Frank Fisher, gespielt von Nick Offerman, einen Plattenladen in Brooklyn, der nicht besonders gut läuft. Seit seine Frau bei einem Fahrradunfall starb, ist er alleinerziehender Vater. Sein ganzes Leben hat er sich um die gemeinsame Tochter Sam, gespielt von Kiersey Clemons gekümmert, die beim Tod ihrer Mutter noch ein Kind war, und brachte in dieser Zeit ihr Klassiker wie die Marx Brothers und Jeff Tweedy nah. Seither teilen sie ihre Leidenschaft für Musik. Sam weiß nicht, ob sie bei ihrem Vater bleiben oder die Stadt verlassen soll, um in Kalifornien eine Ausbildung zu beginnen. Frank wollte den Plattenladen, den er nunmehr schon seit 17 Jahren besitzt, ohnehin nur so lange betreiben, bis seine Tochter aus dem Haus ist.

## Veröffentlichung
Der Soundtrack, der insgesamt 13 Musikstücke umfasst, darunter auch den Song Hearts Beat Loud in mehreren Versionen, die DeWitt gemeinsam mit Kiersey Clemons singt, die im Film die Tochter Sam spielt, wurde am 8. Juni 2018 von Milan Records auf CD und als Download veröffentlicht, aber auch als Maxi-Single auf Vinyl.

## Titelliste
1. Hearts Beat Loud – Keegan DeWitt & Kiersey Clemons (3:18)
2. Blink (One Million Miles) – Keegan DeWitt & Kiersey Clemons (4:07)
3. Everything Must Go – Keegan DeWitt, Nick Offerman & Kiersey Clemons (3:09)
4. Red Hook (2:07)
5. We’re Not a Band (2:14)
6. Shut Your Eyes – Keegan DeWitt & Nick Offerman (2:36)
7. Hearts Beat Loud (Ballad) – Keegan DeWitt & Kiersey Clemons (4:13)
8. Conundrums (1:46)
9. Your Best American Girl – Mitski (3:33)
10. The Past (2:05)
11. Help Wanted (2:11)
12. What If… (2:23)
13. Everything Must Go (Frank Collage) (3:34)

## Auszeichnungen
Los Angeles Online Film Critics Society Awards 2019
- Nominierung als Bester Song (Hearts Beat Loud)